# 普列奥布拉任斯基团
普列奥布拉任斯基团（俄语：Преображенский лейб-гвардии полк）是俄罗斯帝国陆军历史最为悠久和精锐的近卫军，由彼得大帝建立，曾参与大北方战争、俄法战争、俄土战争，战绩卓著。